# Félix Izeta Txabarri
Félix Izeta Txabarri (Zestoa, Guipúscoa, 3 d'agost de 1961) és un jugador d'escacs basc, que té el títol de Gran Mestre Internacional des de 1994.

## Resultats destacats en competició
Va obtenir el títol de Mestre Internacional a l'edat de 23 anys a Patres (Grècia) i el de GM amb 32 al Magistral Ciutat de Las Palmas 1993.
Va vèncer en nombrosos tornejos, entre ells l'Obert internacional de Donostia-Sant Sebastià en dues ocasions, els anys 1995 i 1997, el tancat internacional d'Elgoibar 1996, el Magistral de Pamplona de 1994 (empatat en el primer lloc amb Andrei Sokolov i Jordi Magem i l'Obert internacional Ciutat de León el 1998 amb 8 punts en 9 partides en la que fou la seva performance més destacada en un torneig. Va ser tres vegades Campió d'Euskal Herria d'escacs, els anys 1987, 1991 i 2002.
Izeta va obtenir el títol de campió de lliga d'Espanya per equips amb el Club Escacs Barcino (de Barcelona) el 1997 a Ponferrada.
Va participar representant Espanya a les Olimpíades d'escacs de 1996 a Erevan (+4 =2 -1) sent aquesta encara la millor actuació de la història de la selecció espanyola en unes olimpíades d'escacs: sisè lloc, a mig punt de la medalla de bronze. Aquell equip el componien també Xírov, Illescas, Magem, García Ilundain, i San Segundo. També va jugar en quatre campionats d'Europa per equips, els de 1989 a Haifa, 1992 a Debrecen, 1997 ea Pula i de 1999 a Batumi.